# Золотушник звичайний
{{#ifeq:0|0|{{#if:|{{#if:Solidagovirgaurea|[[]}}|}}}}
Золотушник звичайний (Solidago virgaurea L.), також відома як золота різка, куниця, сумник тощо, — багаторічна трав'яниста рослина родини айстрових (Asteraceae).

## Опис

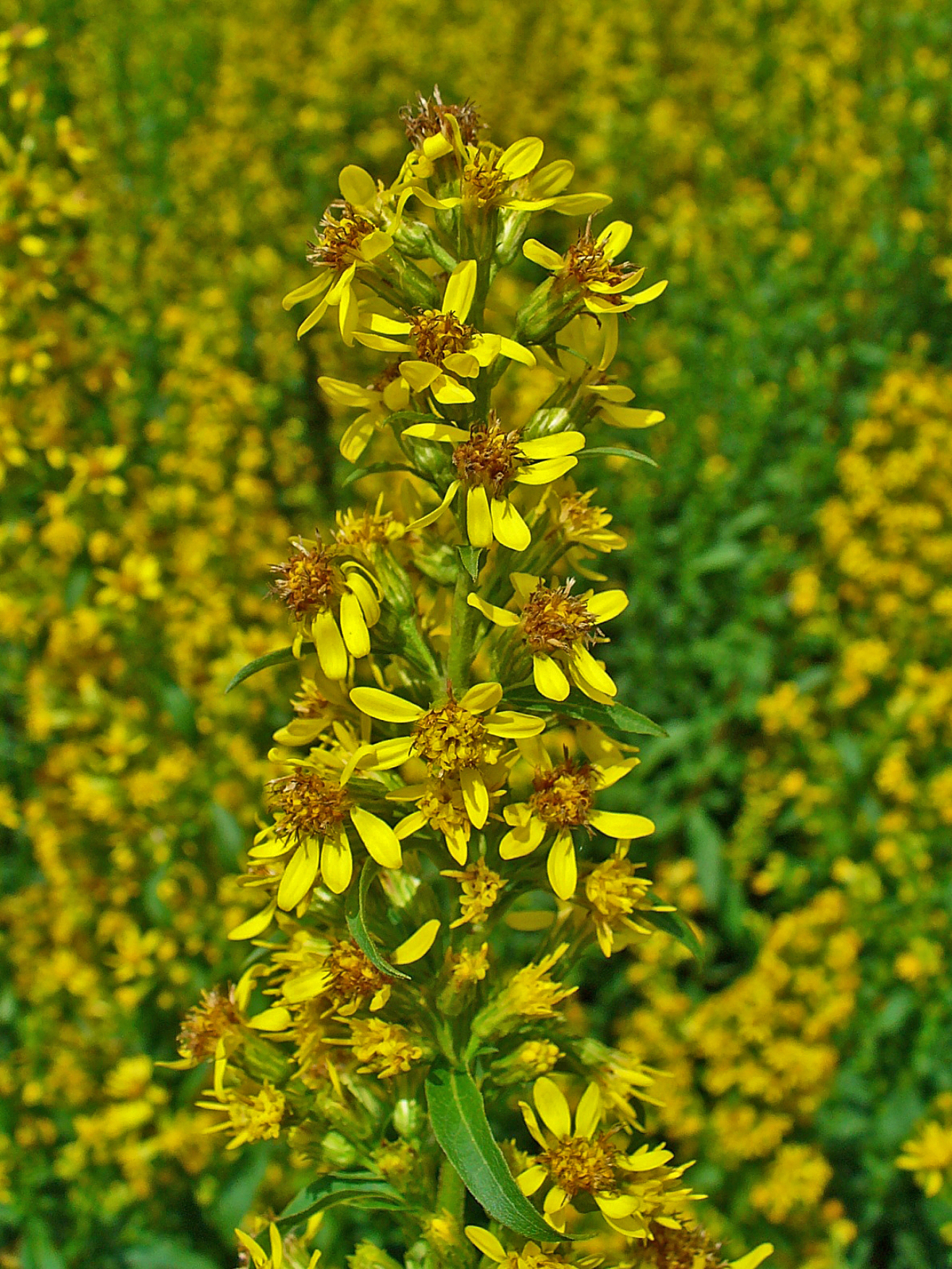
Квітки золотушника звичайного

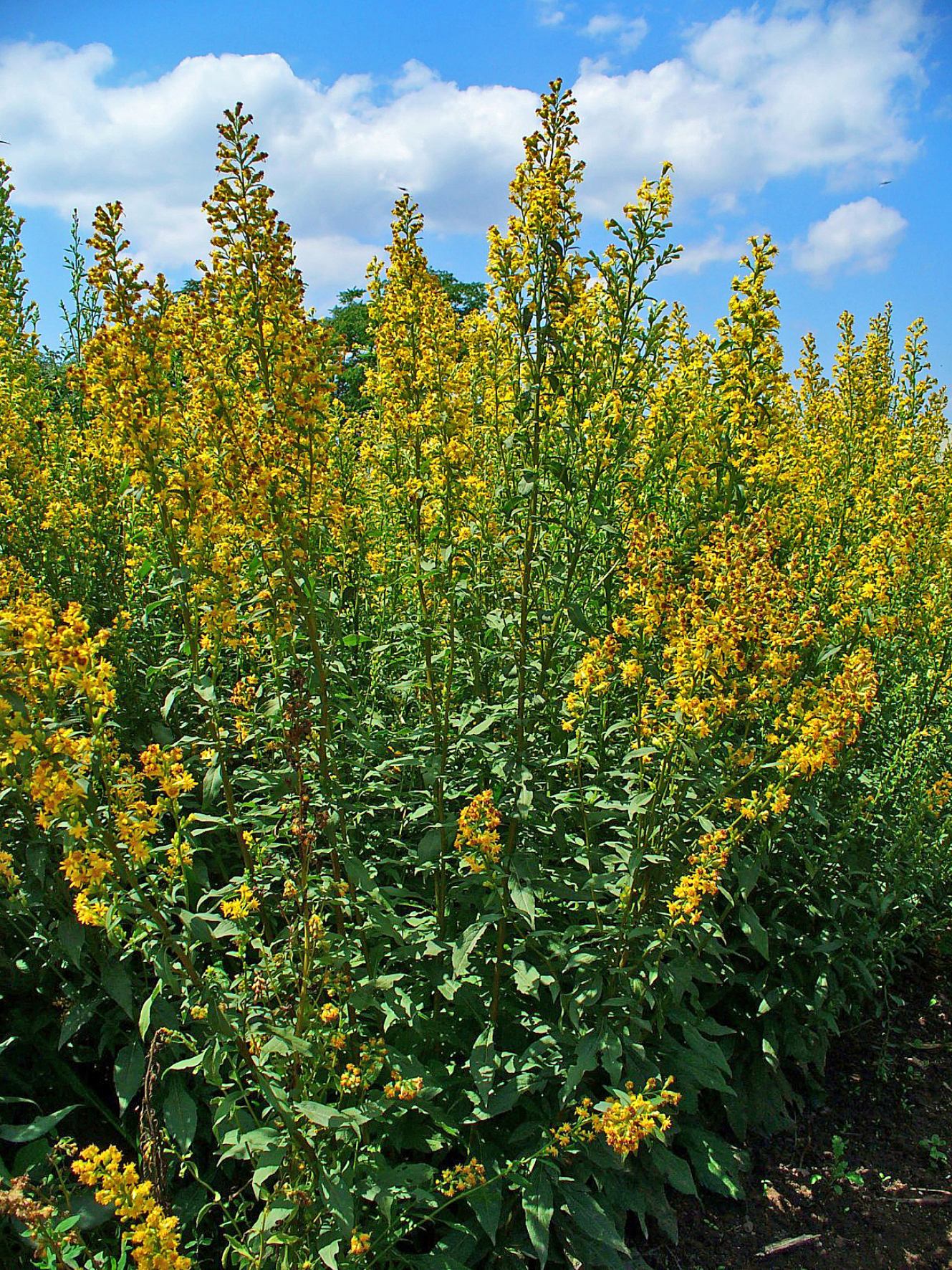
Загальний вигляд

40–100 см заввишки з горизонтальним або косовисхідним кореневищем. Стебло прямостояче, голе або коротко запушене, просте, основа стебло і черешки листків часто червонуваті. Листки чергові, прикореневі, овальні або довгасті, тупі, негустопилчасті, звужені у довгий крилатий черешок. Стеблові листки черешкові, довгасті, овальні або ланцетні, пилчасті, на верхівці гострі. Верхні листки сидячі, майже цілокраї. Квітки дрібні, зрослопелюсткові, у невеликих кошиках, що зібрані у вузьке циліндричне китицеподібне або волотисте верхівкове суцвіття. Кошики численні, середньої величини (7–18 мм завдовжки), на довгих квітконосах. Обгортка дзвоникувата з 4–6 рядів черепичасторозташованих листочків. Квітколоже плоске, голе, я часте. Крайові квітки кошика маточкові у кількості 5–9(11), з язичковим золотисто-жовтим віночком, серединні — численні, з трубчасто-лійкоподібним золотисто-жовтим віночком, розсіченим на п'ять ланцетних дрібних часток, двостатеві. Тичинки (п'ять) зрослися пиляками в трубку, крізь яку проходить стовпчик маточки; зав'язь нижня, приймочка дволопатева. Плід — сім'янка (3–4 мм завдовжки), циліндрична, ребриста, запушена, з чубком (4–5 мм завдовжки), що складається з одного ряду жовтуватих, дрібно- і густозазубрених волосків.
Золотушник росте у хвойних і мішаних лісах, у чагарниках, на галявинах. Рослина світлолюбна. Цвіте у липні — серпні. Поширений по всій Україні. Заготовляють у всіх областях України.

## Практичне використання
Медоносна, лікарська, отруйна, фарбувальна, жироолійна і декоративна рослина. Золотушник звичайний — осінній медонос, що дає підтримуючий взяток меду і пилку. Цінний він для бджільництва тим, що дає осінній корм, за рахунок його нектару поповнюються зимові запаси меду. Взяток з золотушника підтримує осінній розвиток бджолосім'ї і в зиму вона йде міцною. Мед з нього золотисто-жовтий, приємний на смак. У народній медицині використовують траву золотушника зібрану разом з квітками, використовують при жовчнокам'яній хворобі, запаленні нирок, проносах, цинзі (в листках міститься 40-70 мг% вітаміну С) і як сечогінний засіб. Свіжі листки прикладають до ран.
У листках містяться сапоніни, сліди алкалоїдів, дубильні речовини, ефірна олія, а у коренях — інулін.
У гомеопатії користуються есенцією з свіжих квіток золотушника. У ветеринарії використовують при проносах і як сечогінний засіб. Але при тривалому поїданні худобою трави і сіна золотушник викликає отруєння.
Трава золотушника дає жовту фарбу, а насіння містить 14,4 % жирної олії.
За декоративністю поступається перед золотушником (золотарником) канадським, який, на жаль, дуже поширився в Україні як інвазивна рослина, яка агресивно витісняє місцеві види рослин, проте золотушник звичайний придатний для створення куртин на відкритих місцях у парках і лісопарках, а також для насаджень уздовж залізниць і шосейних шляхів.